# Franz Schubert Filharmonia
La Franz Schubert Filharmonia (FSF) fou fundada com a Orquestra Simfònica Camera Musicae (OCM) l'any 2006 i va canviar el seu nom el setembre de 2021.
Ha gaudit des dels seus inicis d'una gran rebuda per part del públic atesa la seva tasca de divulgació de la música clàssica entre sectors molt diversos, fent especial atenció al públic melòman i jove. Ha actuat en sales com el Carnegie Hall de Nova York, l'Auditori Nacional de Música de Madrid, l'Auditori de Barcelona, el Gran Teatre del Liceu, l’Auditori de Saragossa, el Palacio Euskalduna de Bilbao, el Palau de les Arts de València, el Palau de la Música Catalana, el Teatre Tarragona, l'Auditori Enric Granados de Lleida  i el Teatre-Auditori de Sant Cugat, entre d'altres. En aquests quatre últims equipaments, l'orquestra desplega les seves temporades estables de concerts de producció pròpia.
Fundada inicialment com a Orquestra Camera Musicae, el setembre de 2021 es va iniciar una nova etapa canviant-ne el nom pel de Franz Schubert Filharmonia. A més, es va anunciar la creació de la Fundació Franz Schubert Filharmonia, amb l'objectiu de poder desenvolupar la seva acció social, des d'on s'implementen els programes de tallers i activitats encaminades a reforçar, mitjançant la música, la inclusió social de persones amb discapacitat, contribuint a fer efectius els principis d'igualtat d'oportunitats i no discriminació.
Formada per una nova generació de músics del país sota la batuta de Tomàs Grau, director Musical i Artístic, la Franz Schubert Filharmonia ha col·laborat amb directors com Christoph Eschenbach, Krzysztof Urbański, Josep Pons, Rinaldo Alessandrini, Antoni Ros Marbà, Gábor Takács-Nagy, Salvador Mas, Pablo González, Edmon Colomer, Paul Agnew, Guillermo García Calvo, Thomas Rösner, Virginia Martínez, Jordi Mora, Josep Caballé Domenech, Marzio Conti  o Salvador Brotons, entre d’altres; i solistes com Anne-Sophie Mutter, Maria João Pires, Joshua Bell, Mischa Maisky, Maxim Vengerov, Midori, Ivo Pogorelich, Patricia Kopatchinskaja, Rudolf Buchbinder, Elisabeth Leonskaja, Stephen Kovacevich, Gautier Capuçon, Seong-Jin Cho, Anna Fedorova, Sabine Meyer, Steven Isserlis, Ermonela Jaho, Mark Padmore, Alice Sara Ott, Paul Lewis, Alexei Volodin, Javier Perianes, Ainhoa Arteta, Leticia Moreno, Pablo Ferrández, Judith Jáuregui  o Iván Martín.
Tot i dur a terme la seva activitat principalment a Catalunya, la Franz Schubert Filharmonia també actua de manera periòdica arreu de l'estat espanyol, a més de realitzar gires de concerts als Estats Units, Alemanya, Txèquia i Suïssa. L’orquestra va debutar l’octubre de 2023 al Carnegie Hall de Nova York, amb un gran èxit de públic i dues standing ovations.
La Franz Schubert Filharmonia ha enregistrat els discs Alba Eterna, òpera del compositor Albert Guinovart, produïda pel segell Sony Classical, i Die Romantische Seele amb la pianista Judith Jáuregui, produït pel segell ARS Produktion (guanyador dels International Classical Music Awards) i nominat als Premis Opus Klassik.
El setembre de 2020 l'orquestra va presentar la Filharmonia Digital Hall, la seva pròpia plataforma digital que permet visualitzar els seus concerts simfònics des del Palau de la Música Catalana en streaming, amb una alta qualitat tant de so com d'imatge.